# 若兰水库
若兰水库是中国广西壮族自治区崇左市天等县境内的一座水库，位于右江流域若兰河上，建于1960年。水库正常库容为3709万立方米，集雨面积为38平方千米，海拔为552米。